# Nils Kölare

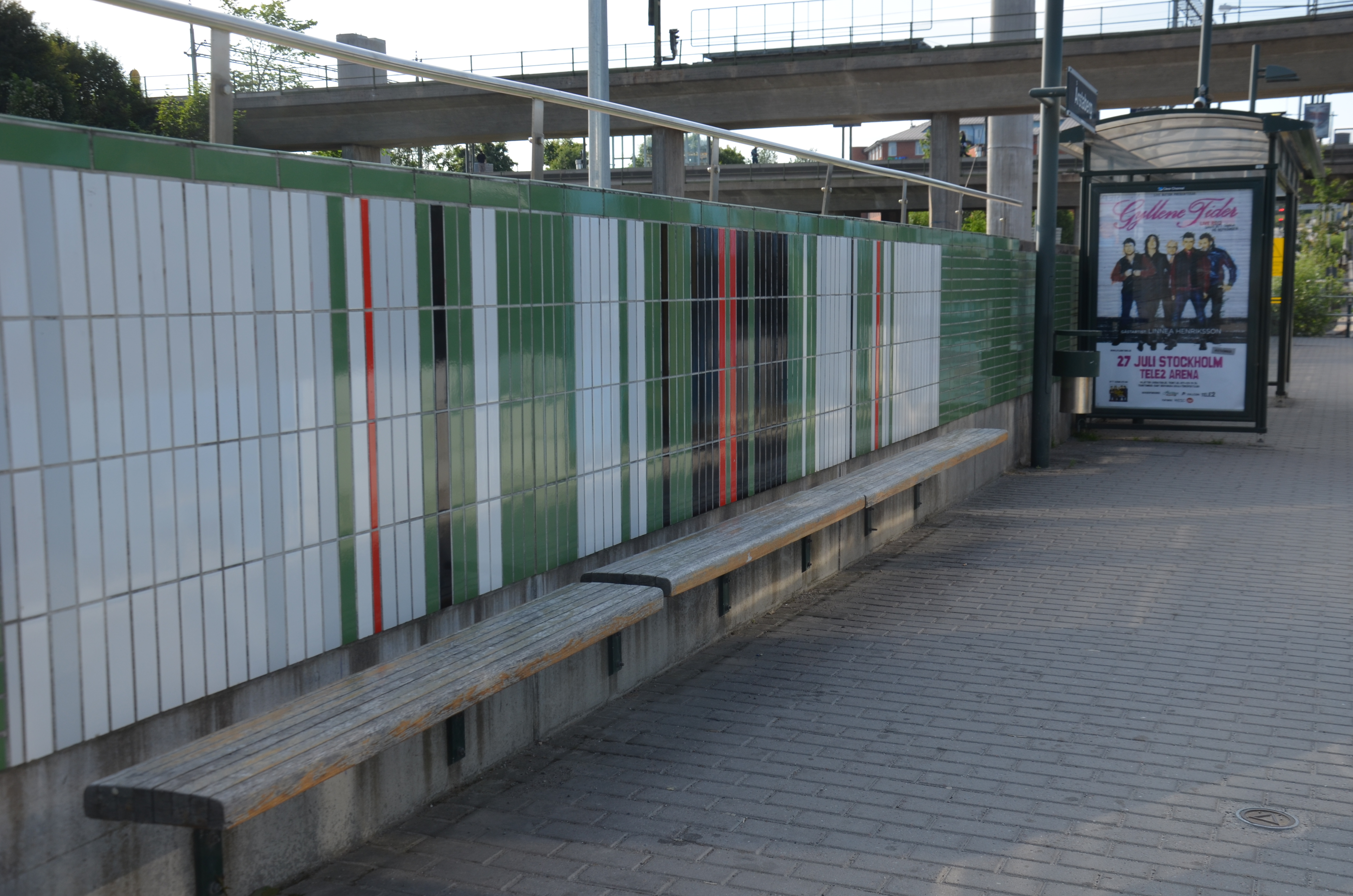
Tvärbanestation Årstaberg i Stockholm

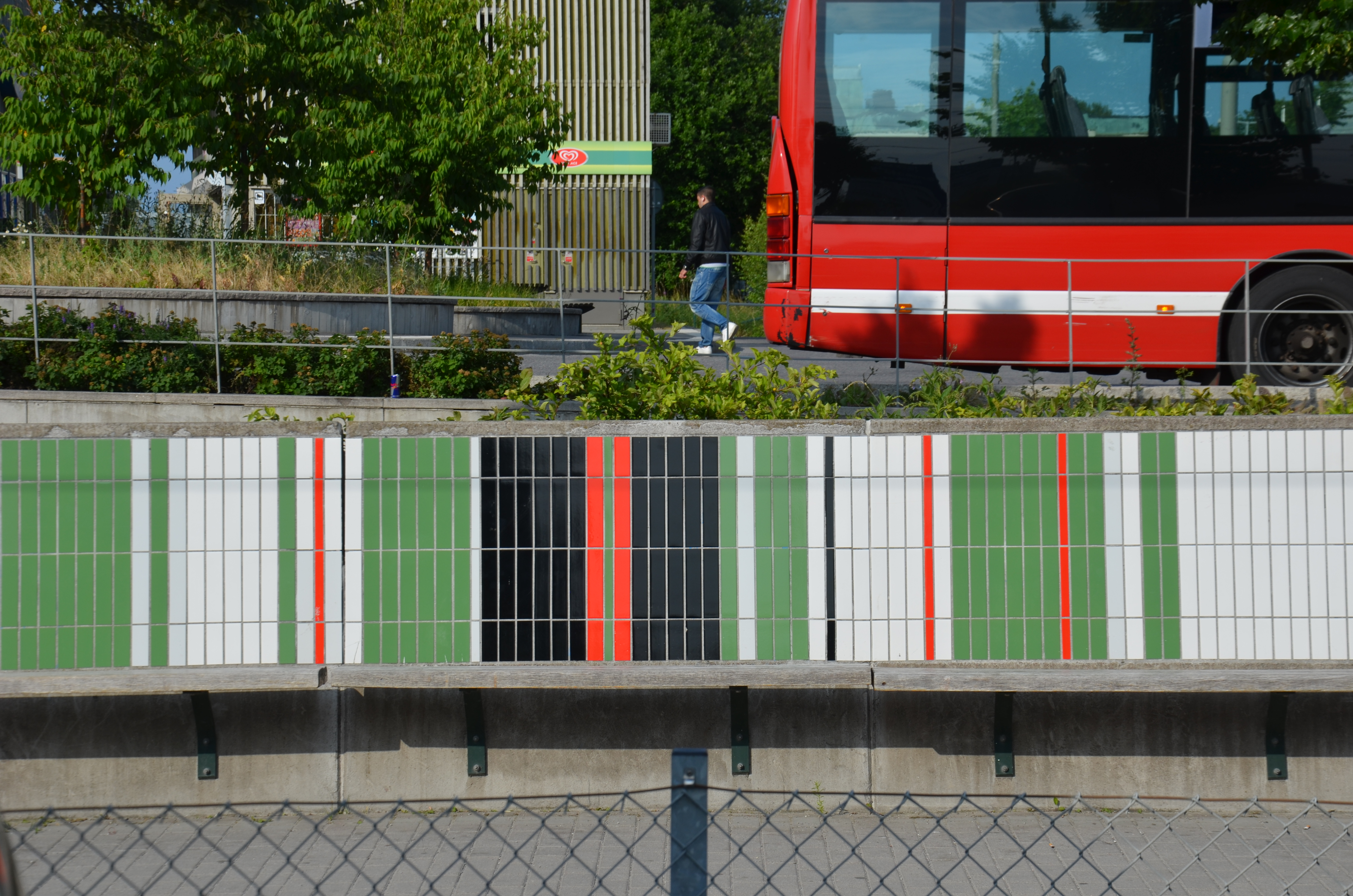
Detalj av kakelklädd mur på tvärbanestation Årstaberg i Stockholm

Nils Kölare, född 1930 i Flen, död mars 2007, var en svensk målare och grafiker.
Nils Kölare utbildade sig på Konstfack i Stockholm 1953-57 och i muralmålning vid Högre konstindustriella skolan i Stockholm. Han hade sin första separatutställning på Konstsalongen Kavaletten i Uppsala 1963.
| ”                 | [Nils Kölare] var verksam i den konstruktiva, geometriska traditionen, men han löste upp den. Hans målningar innehåller personlig lyrik och poesi. | „ |
| – Thomas Millroth | |   |

Nils Kölare svarade för den konstnärliga gestaltningen för sju spårvägshållplatser på Tvärbanan i Stockholm mellan Globen och Alvik, färdigställda år 2000. Denna består av klinkersatta flerfärgade murar med dominans av olika färger på keramikplattorna för olika stationer:
Kölare finns representerad vid bland annat Nationalmuseum, Moderna museet i Stockholm, Norrköpings konstmuseum, Kalmar konstmuseum och Örebro läns landsting.
- Globen - gult
- Linde - svart
- Valla torg - rött
- Årstafältet - blått
- Årstaberg - grönt
- Stora Essingen - vitt
- Alvik - beige

Han svarade också tillsammans med Annabella Carlander (född 1938) för utsmyckningen av Handens pendeltågsstation. De har där  konstnärligt bearbetat väggarna i trappan och i gångtunneln med vita klinkersatta väggar med infogade smala vertikala ränder i rött, blått, gult och grönt. Denna konstnärliga utsmyckning invigdes 1973.